# Hokkaido Consadole Sapporo
Maillots
Actualités
Le Hokkaido Consadole Sapporo (北海道コンサドーレ札幌) est un club japonais de football basé à Sapporo sur l'île d'Hokkaidō. Le club évolue en J. League 1 pour la saison 2022.

## Historique
En 1998, leur première saison en J.League les a vus terminer 14e mais cela ne les a pas assurés de rester en place.
En 2001, ils terminent 11e en J.League 1. Cependant, à la fin de la saison, le club n'a pas réussi à persuader Okada de renouveler le contrat et plusieurs joueurs de premier plan ont également quitté le club. En 2002, ils terminent derniers et sont relégués en J.League 2 pour la deuxième fois.
En 2005 et 2006, il termine 6e. En 2006, ils ont également atteint les demi-finales de la Coupe de l' Empereur , 15 ans après avoir atteint les demi-finales à Kawasaki, le plus loin qu'ils aient atteint dans la Coupe. En 2007, ils ont finalement obtenu une promotion en tant que champions et jouent en J.League 1 en 2008. 
En 2016, le club a changé de nom pour Hokkaido Consadole Sapporo.
En 2018 a été la saison où ils ont atteint leur meilleur classement avec une quatrième place.

## Palmarès
| Compétitions nationales | Compétitions internationales |
| - Coupe de la Ligue (0) - Finaliste : 2019 - Championnat du Japon de deuxième division (3) (record) - Champion : 2000, 2007 et 2016 | - Néant                      |

## Joueurs et personnalités du club

### Entraîneurs
Le tableau suivant présente la liste des entraîneurs du club depuis 1987.
| Rang | Nom             | Période   |
| ---- | --------------- | --------- |
| 1    | Takeo Takahashi | 1987-1996 |
| 2    | Hugo Fernández  | 1997-1998 |
| 3    | Hajime Ishii    | 1998      |
| 4    | Takeshi Okada   | 1999-2001 |

| Rang | Nom                             | Période |
| ---- | ------------------------------- | ------- |
| 5    | Tetsuji Hashiratani             | 2002    |
| 6    | Radmilo Ivančević               | 2002    |
| 7    | Chang Woe-ryong (en)            | 2002    |
| 8    | João Carlos da Silva Costa (en) | 2003    |

| Rang | Nom                  | Période   |
| ---- | -------------------- | --------- |
| 9    | Chang Woe-ryong (en) | 2003      |
| 10   | Masaaki Yanagishita  | 2004-2006 |
| 11   | Toshiya Miura        | 2007-2008 |
| 12   | Nobuhiro Ishizaki    | 2009-2012 |

| Rang | Nom                 | Période         |
| ---- | ------------------- | --------------- |
| 13   | Keiichi Zaizen (en) | 2013-2014       |
| 14   | Ivica Barbarić      | 2014-2015       |
| 15   | Shuhei Yomoda       | juil. 2015-2018 |
| 16   | Mihailo Petrović    | 2018-           |

### Joueurs emblématiques
- Yasuyuki Konno
- Jin Sato
- Ri Han-jae
- Kim Jong-song
- Lê Công Vinh
- Jade North
- Roberto de Assis Moreira
- Joubert Araújo Martins
- Luis Robson
- Robert da Silva Almeida
- Hugo de León

### Effectif actuel
Mise à jour le 30 décembre 2024.
| N° | Nat.                    | Poste | Nom du joueur               |
| -- | ----------------------- | ----- | --------------------------- |
| 1  | Drapeau du Japon        | G     | Takanori Sugeno             |
| 2  | Drapeau du Japon        | D     | Shunta Tanaka               |
| 3  | Drapeau du Japon        | D     | Takahiro Yanagi             |
| 4  | Drapeau du Japon        | A     | Daiki Suga                  |
| 5  | Drapeau du Japon        | D     | Akito Fukumori              |
| 6  | Drapeau du Japon        | M     | Tomoki Takamine             |
| 7  | Drapeau de la Thaïlande | M     | Supachok Sarachat           |
| 8  | Drapeau du Japon        | M     | Kazuki Fukai                |
| 9  | Drapeau de l'Espagne    | M     | Jordi Sánchez               |
| 10 | Drapeau du Japon        | M     | Hiroki Miyazawa (capitaine) |
| 14 | Drapeau du Japon        | M     | Yoshiaki Komai              |
| 21 | Drapeau du Japon        | G     | Shunta Awaka                |
| 22 | Drapeau du Japon        | G     | Koki Otani                  |
| 24 | Drapeau du Japon        | D     | Toya Nakamura               |

| No. | Nat.                   | Position | Nom du joueur     |
| --- | ---------------------- | -------- | ----------------- |
| 27  | Drapeau du Japon       | M        | Takuma Arano      |
| 28  | Drapeau du Japon       | M        | Ryota Aoki        |
| 30  | Drapeau du Japon       | M        | Hiromu Tanaka     |
| 32  | Drapeau de la Slovénie | A        | Milan Tučić       |
| 33  | Drapeau du Brésil      | A        | Douglas Oliveira  |
| 34  | Drapeau du Japon       | G        | Kojiro Nakano     |
| 35  | Drapeau du Japon       | A        | Tsuyoshi Ogashiwa |
| 44  | Drapeau du Japon       | M        | Shinji Ono        |
| 45  | Drapeau du Japon       | A        | Taika Nakashima   |
| 46  | Drapeau du Japon       | A        | Yosei Sato        |
| 47  | Drapeau du Japon       | D        | Shota Nishino     |
| 50  | Drapeau du Japon       | D        | Daihachi Okamura  |

## Bilan saison par saison
Ce tableau présente les résultats par saison de Hokkaido Consadole Sapporo dans les diverses compétitions nationales et internationales depuis la saison 1998.
| Saison | Championnat | Championnat | Championnat | Championnat | Championnat | Championnat | Championnat | Championnat | Championnat | Championnat | Coupe du Japon      | Coupe de la Ligue |
| Saison | Division    | Pos         | Pts         | J           | V           | N           | D           | BP          | BC          | Diff.       | Coupe du Japon      | Coupe de la Ligue |
| ------ | ----------- | ----------- | ----------- | ----------- | ----------- | ----------- | ----------- | ----------- | ----------- | ----------- | ------------------- | ----------------- |
| 1998   | J1 League   | 14e         | 35          | 34          | 12          | -           | 22          | 57          | 74          | -17         | 4e tour             | Phase de groupe   |
| 1999   | J2 League   | 5e          | 55          | 36          | 17          | 6           | 13          | 54          | 35          | +19         | 3e tour             | 1er tour          |
| 2000   | J2 League   | 1er         | 94          | 40          | 31          | 5           | 4           | 71          | 22          | +49         | 4e tour             | 1er tour          |
| 2001   | J1 League   | 11e         | 34          | 30          | 10          | 5           | 15          | 43          | 50          | -7          | 3e tour             | 1er tour          |
| 2002   | J1 League   | 16e         | 15          | 30          | 5           | 1           | 24          | 30          | 64          | -34         | 3e tour             | Phase de groupe   |
| 2003   | J2 League   | 9e          | 52          | 44          | 13          | 13          | 18          | 57          | 56          | +1          | 3e tour             | -                 |
| 2004   | J2 League   | 12e         | 30          | 44          | 5           | 15          | 24          | 30          | 62          | -32         | Quarts de finale    | -                 |
| 2005   | J2 League   | 6e          | 63          | 44          | 17          | 12          | 15          | 54          | 57          | -3          | 3e tour             | -                 |
| 2006   | J2 League   | 6e          | 72          | 48          | 20          | 12          | 16          | 77          | 67          | +10         | Demi-finales        | -                 |
| 2007   | J2 League   | 1er         | 91          | 48          | 27          | 10          | 11          | 66          | 45          | +21         | 3e tour             | -                 |
| 2008   | J1 League   | 18e         | 18          | 34          | 4           | 6           | 24          | 36          | 70          | -34         | 4e tour             | Phase de groupe   |
| 2009   | J2 League   | 6e          | 79          | 51          | 21          | 16          | 14          | 74          | 61          | +13         | 3e tour             | -                 |
| 2010   | J2 League   | 13e         | 46          | 36          | 11          | 13          | 12          | 37          | 38          | -1          | 3e tour             | -                 |
| 2011   | J2 League   | 3e          | 68          | 38          | 21          | 5           | 12          | 49          | 32          | +17         | 2e tour             | -                 |
| 2012   | J1 League   | 18e         | 14          | 34          | 4           | 2           | 28          | 25          | 88          | -63         | 2e tour             | Phase de groupe   |
| 2013   | J2 League   | 8e          | 64          | 42          | 20          | 4           | 18          | 60          | 49          | +11         | Huitièmes de finale | -                 |
| 2014   | J2 League   | 10e         | 59          | 42          | 15          | 14          | 13          | 48          | 44          | +4          | 3e tour             | -                 |
| 2015   | J2 League   | 10e         | 57          | 42          | 14          | 15          | 13          | 47          | 43          | +4          | 3e tour             | -                 |
| 2016   | J2 League   | 1er         | 85          | 42          | 25          | 10          | 7           | 65          | 33          | +32         | 2e tour             | -                 |
| 2017   | J1 League   | 11e         | 43          | 34          | 12          | 7           | 5           | 39          | 47          | -8          | 2e tour             | Tour préliminaire |
| 2018   | J1 League   | 4e          | 55          | 34          | 15          | 10          | 9           | 48          | 48          | 0           | 4e tour             | Phase de groupe   |
| 2019   | J1 League   | 10e         | 46          | 34          | 13          | 7           | 14          | 54          | 49          | +5          | 2e tour             | Finaliste         |
| 2020   | J1 League   | 12e         | 39          | 34          | 10          | 9           | 15          | 47          | 58          | -11         | -                   | Quarts de finale  |
| 2021   | J1 League   | 10e         | 51          | 38          | 14          | 9           | 15          | 48          | 50          | -2          | 3e tour             | Quarts de finale  |
| 2022   | J1 League   | 10e         | 45          | 34          | 11          | 12          | 11          | 45          | 55          | -10         | 3e tour             | Tour préliminaire |
| 2023   | J1 League   | 12e         | 40          | 34          | 10          | 10          | 14          | 56          | 61          | -5          | 4e tour             | Quarts de finale  |
| 2024   | J1 League   | 19e         | 37          | 38          | 9           | 10          | 19          | 43          | 66          | -23         | 4e tour             | Quarts de finale  |
| Saison | Division    | Pos         | Pts         | J           | V           | N           | D           | BP          | BC          | Diff.       | Coupe du Japon      | Coupe de la Ligue |
| Saison | Championnat |             |             |             |             |             |             |             |             |             | Coupe du Japon      | Coupe de la Ligue |